# Los Angeles Wolves 1968
Questa pagina raccoglie i dati riguardanti il Los Angeles Wolves nelle competizioni ufficiali della stagione 1968.

## Stagione
La rosa rispetto alla stagione precedente venne completamente rifondata. La squadra, formata quasi esclusivamente da giocatori inglesi ed allenata da Ray Wood, calciatore di esperienza ma al primo incarico su una panchina, ottenne il terzo posto della Pacific Division, non riuscendo ad accedere alla fase finale del torneo.
La franchigia chiuse i battenti alla fine della stagione.

## Organigramma societario
Area direttiva
- Presidente: Alan Rothenberg

Area tecnica
- Allenatore: Ray Wood

## Rosa
| N. |                        | Ruolo | Calciatore       |
| -- | ---------------------- | ----- | ---------------- |
| 1  | Inghilterra (bandiera) | P     | Malcom White     |
| 2  | Inghilterra (bandiera) | D     | Brian Gallagher  |
| 3  | Inghilterra (bandiera) | D     | Gerry Lightowler |
| 4  | Inghilterra (bandiera) | C     | Danny Campbell   |
| 5  | Inghilterra (bandiera) | D     | Tony Knapp       |
| 6  | Inghilterra (bandiera) | C     | Eddie Reeve      |
| 7  | Brasile (bandiera)     | A     | Carlos Metidieri |
| 8  | Norvegia (bandiera)    | A     | Leif Dag Werneid |
| 9  | Perù (bandiera)        | A     | Jorge Benítez    |
| 10 | Inghilterra (bandiera) | C     | Ray Veall        |

| N. |                        | Ruolo | Calciatore       |
| -- | ---------------------- | ----- | ---------------- |
| 11 | Brasile (bandiera)     | A     | Gilson Metidieri |
| 12 | Inghilterra (bandiera) | A     | John Briscoe     |
| 13 | Inghilterra (bandiera) | D     | Jim Houliston    |
| 14 | Inghilterra (bandiera) | C     | Mickey Walker    |
| 15 | Inghilterra (bandiera) | P     | Ray Wood         |
| 16 | Argentina (bandiera)   | A     | Jorge Piotti     |
| 17 | Inghilterra (bandiera) | P     | Joe Dean         |
| 18 | Inghilterra (bandiera) | A     | Barry Ingold     |
| 19 | Inghilterra (bandiera) | A     | Clive Ford       |